# Марк Пакций Силван Квинт Горедий Гал Гаргилий Антик
Марк Пакций Силван Квинт Горедий Гал Гаргилий Антик (на латински: Marcus Paccius Silvanus Quintus Goredius Gallus Gargilius Antiquus) е политик и сенатор на Римската империя през 2 век.
През 119 г. той е суфектконсул заедно с Квинт Вибий Гал. 